# Önsketänkande

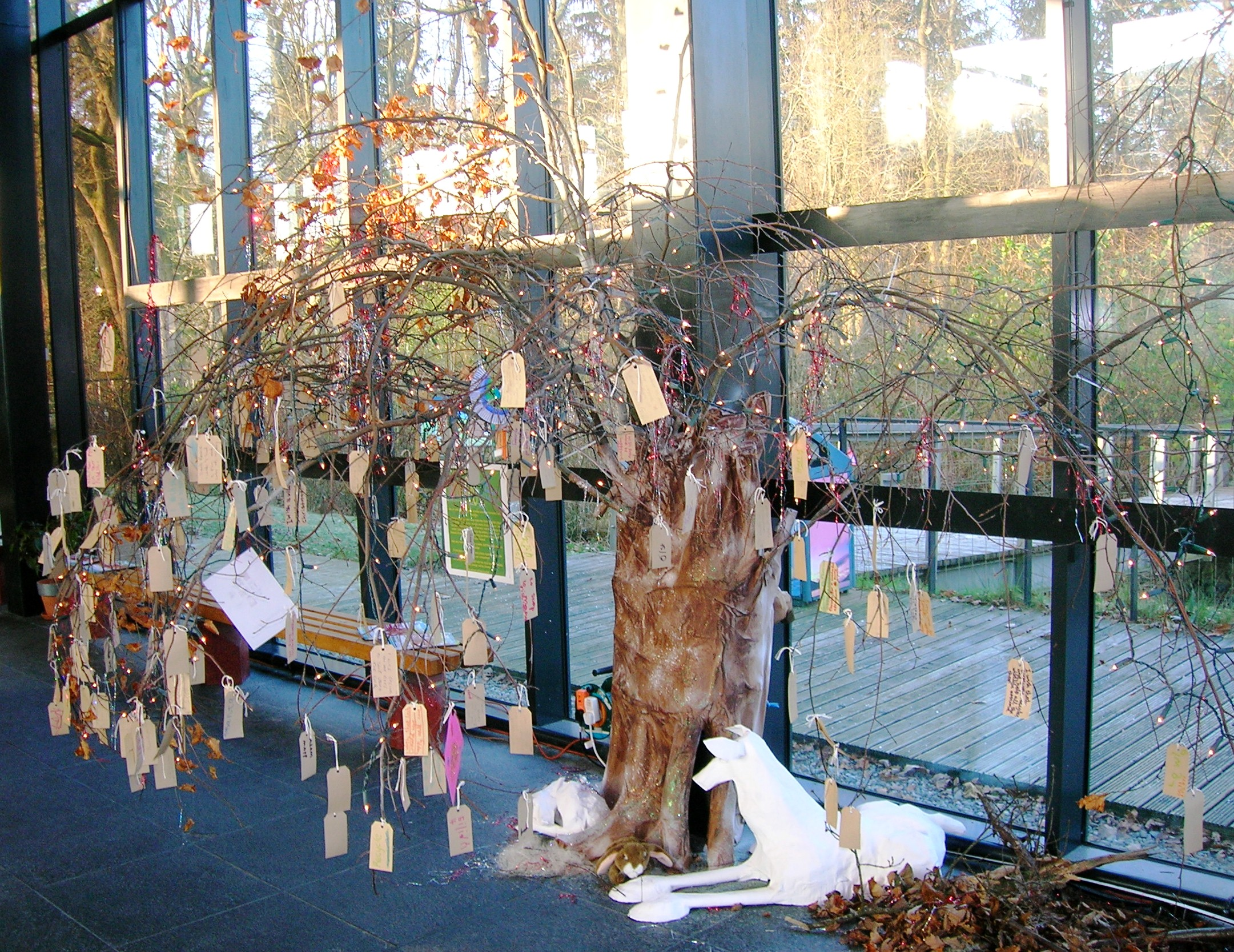
Önsketräd för miljön, Loch Lomond and the Trossachs National Park Centre in Balloch, Skottland.

Önsketänkande är ett sätt att tänka där man framhäver det som personen anser är önskvärt, och förtränger det som är oönskvärt (baserat på fakta, rationalitet eller verklighet). Det kan leda till självbedrägeri. På så sätt utgör önsketänkande en kognitiv bias. Ordet har varit en del av svenska språket sedan 1939.